# Ernst Götzinger

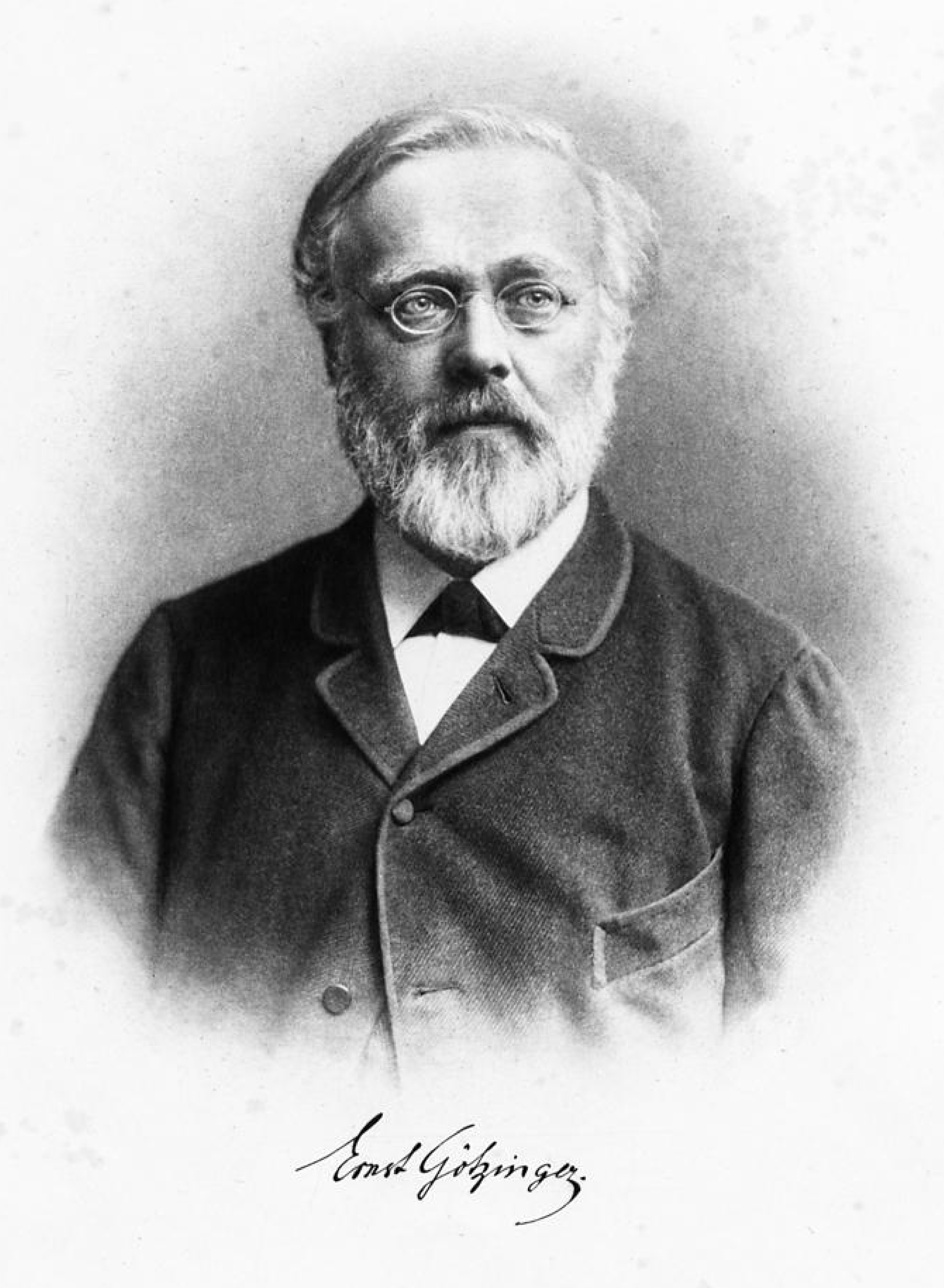
Ernst Götzinger

Ernst Götzinger (* 23. September 1837 in Schaffhausen; † 10. August 1896 in St. Gallen) war ein Schweizer Germanist und Historiker.

## Leben und Werk

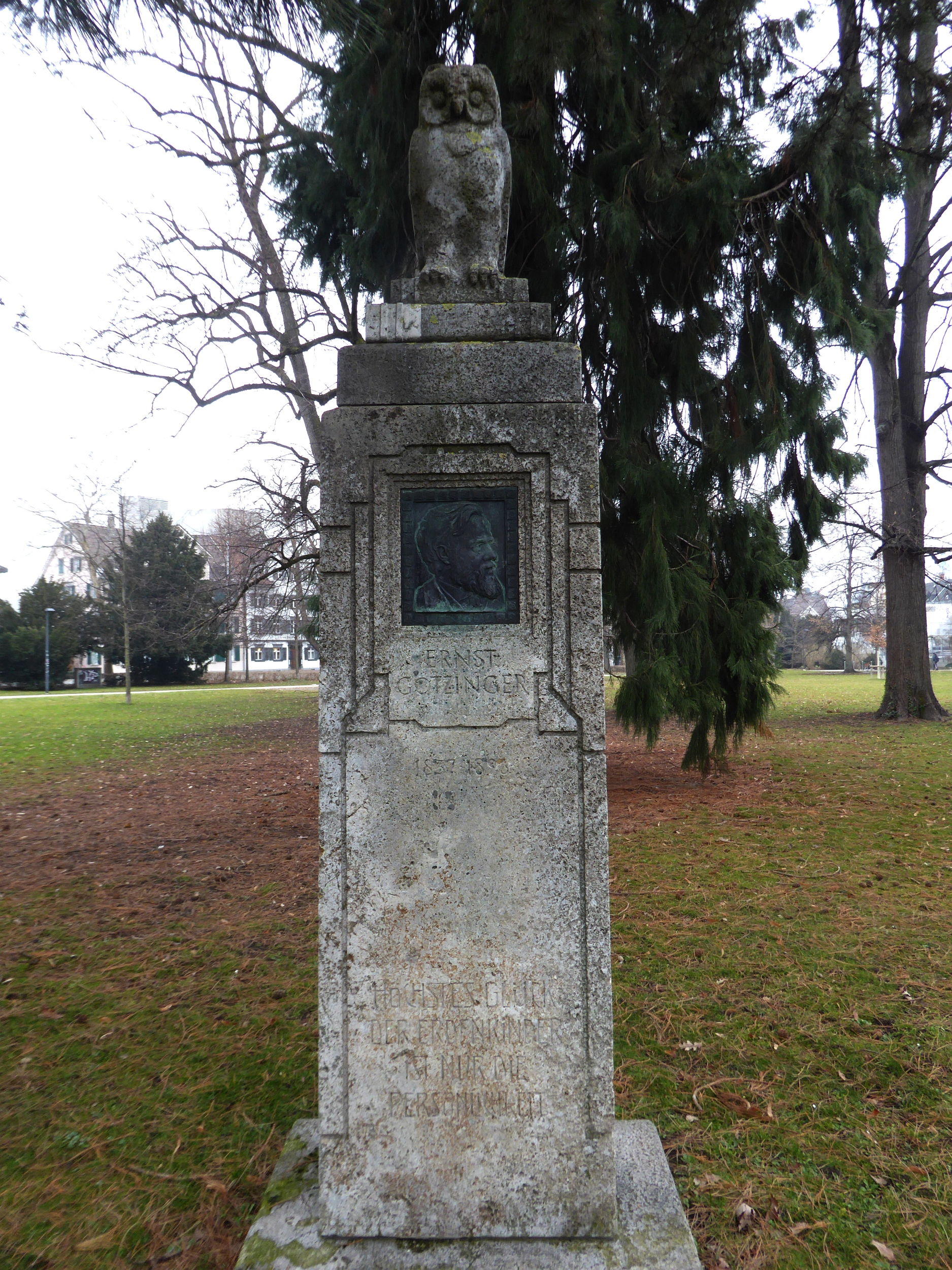
Gedenkstein. Kantonsschule am Burggraben.

Der Sohn des Germanisten Max Wilhelm Götzinger, Enkel des Pastors Wilhelm Leberecht Götzinger und Urenkel des Theologen Johann Karl Götzinger studierte Philologie an den Universitäten Basel, Bonn und Göttingen. Nach der Promotion 1860 in Göttingen wurde er Lehrer an der Kantonsschule St. Gallen. Er veröffentlichte eine Vielzahl von historischen und germanistischen Schriften, unter anderem die Sabbata von Johannes Kessler, die Deutschen historischen Schriften Joachim Vadians und ein Reallexikon der deutschen Alterthümer (zweite Auflage 1885).
Götzinger war Mitarbeiter der Allgemeinen Deutschen Biographie, für die er vier Artikel verfasste, sowie des Schweizerischen Idiotikons, für das er Mundartbelege aus dem Kanton St. Gallen sammelte.

## Schriften (Auswahl)
- Reallexicon der deutschen Altertümer. Ein Hand- und Nachschlagebuch für Studierende und Laien. Urban, Leipzig 1881 (2., vollständig umgearbeitete Auflage ebenda 1885, Digitalisat bei Zeno.org).
- Altes und Neues. Gesammelte Aufsätze. Mit dem Bild des Verfassers. St. Gallen 1891.